# Amigos das Americas
Amigos das Americas (AMIGOS) são uma organização sem fins lucrativos baseada em Houston, Texas dedicada a criar oportunidades para o desenvolvimento de jovens nos papéis da liderança que promovem a saúde pública, a instrução, e promover o entendimento intercultural na América.